# Менгарно, Жан
Жан Менгарно (фр. Jean Maingarnaud; 1772—1811) — французский военный деятель, полковник (1809 год), шевалье (1809 год), участник революционных и наполеоновских войн.

## Биография
Родился в семье плотника из Рюффека, Жана Антуана Менгарно и его супруги Элизабет Шен (фр. Elisabeth Chesne). 13 ноября 1792 года начал службу в звании младшего лейтенанта в 4-м батальоне волонтёров Шаранты. 27 апреля 1794 года произведён в лейтенанты. 20 февраля 1796 года вступил в 10-ю полубригаду лёгкой пехоты как лейтенант карабинеров. Ранен выстрелом в живот при Раштадте 5 июля 1796 года. 4 апреля 1799 года был назначен адъютантом генерала Газана. Генерал Массена, главком Дунайской армии, произвёл Менгарно в капитаны на поле битвы при переходе через Лейну 26 сентября 1799 года. Письмо Массена по этому случаю с благодарностью за его преданность и храбрость хранится в Отеле ордена Почётного легиона. 1 августа 1803 года Менгарно женился в Турине на Мари Сури (фр. Marie Catherine Madeleine Souiris), которая была родом из Аяччо, и старше его на шесть лет.
Оставаясь в той же должности адъютанта Газана, Менгарно отличился 11 ноября 1805 года в сражении при Дюренштейне, где вёл колонну французов, которая пробилась сквозь ряды русских, и помогла вырваться маршалу Мортье из окружения. 24 апреля 1806 года стал Легионером ордена Почётного легиона. С 29 сентября 1806 года по 5 мая 1809 года выполнял функции адъютанта маршала Лефевра. Участвовал вместе с 10-м корпусом в осаде Данцига, отличился 3 апреля 1807 года у Питту, где смог отбить вылазку пруссаков, пытавшихся прорвать блокаду. 11 апреля на поле боя у Кольберга произведён в командиры батальона.
Принимал участие в Австрийской кампании 1809 года. 5 мая получил звание полковника, 11 мая был ранен в живот при Вёргле, 18 июля ранен в правую руку при Роттенберге.
17 сентября 1810 года возглавил 96-й полк линейной пехоты в составе дивизии Рюффена. Воевал в Испании. Погиб 5 марта 1811 года в кровопролитном сражении при Барросе.

## Воинские звания
- Младший лейтенант (13 ноября 1792 года);
- Лейтенант (27 апреля 1794 года);
- Капитан (26 сентября 1799 года);
- Командир батальона (11 апреля 1807 года);
- Полковник (5 мая 1809 года).

## Титулы
- Шевалье Менгарно и Империи (фр. chevalier Maingarnaud et de l'Empire; декрет от 15 августа 1809 года)[1].

## Награды
Легионер ордена Почётного легиона (24 апреля 1806 года)
 Кавалер баварского Военного ордена Максимилиана Иосифа (10 июня 1809 года)